# Europacup I 1974/75
De 20e editie van de Europacup I werd gewonnen door Bayern München in de finale tegen Leeds United. Het was de tweede titel op rij voor de Duitse club.

## Eerste ronde
| Team #1               | Tot.         | Team #2                    | 1ste wed | 2de wed |
| --------------------- | ------------ | -------------------------- | -------- | ------- |
| Hvidovre IF           | 1 - 2        | Ruch Chorzów               | 0 - 0    | 1 - 2   |
| Jeunesse d'Esch       | 2 - 5        | Fenerbahçe SK              | 2 - 3    | 0 - 2   |
| Hajduk Split          | 9 - 1        | ÍB Keflavik                | 7 - 1    | 2 - 0   |
| AS Saint-Étienne      | 3 - 1        | Sporting Clube de Portugal | 2 - 0    | 1 - 1   |
| Bayern München        | Bye          |                            | -        | -       |
| 1. FC Magdeburg       | Bye          |                            | -        | -       |
| Cork Celtic           | (w/o)        | Omonia Nicosia             | -        | -       |
| Viking FK             | 2 - 6        | Ararat Jerevan             | 0 - 2    | 2 - 4   |
| Levski-Spartak        | 1 - 7        | Újpest Dósza               | 0 - 3    | 1 - 4   |
| Leeds United FC       | 5 - 3        | FC Zürich                  | 4 - 1    | 1 - 2   |
| TJ Slovan Bratislava  | 5 - 5 (n.v.) | RSC Anderlecht             | 4 - 2    | 1 - 3   |
| Celtic FC             | 1 - 3        | Olympiakos Piraeus         | 1 - 1    | 0 - 2   |
| Feyenoord Rotterdam   | 11 - 1       | Coleraine FC               | 7 - 0    | 4 - 1   |
| VÖEST Linz            | 0 - 5        | FC Barcelona               | 0 - 0    | 0 - 5   |
| Valletta FC           | 2 - 4        | HJK Helsinki               | 1 - 0    | 1 - 4   |
| Universitatea Craiova | 3 - 4        | Åtvidabergs FF             | 2 - 1    | 1 - 3   |

Omonia Nicosia trok zich terug door de politieke situatie in het land.

## Tweede ronde
| Team #1             | Tot.         | Team #2          | 1ste wed | 2de wed |
| ------------------- | ------------ | ---------------- | -------- | ------- |
| Ruch Chorzów        | 4 - 1        | Fenerbahçe SK    | 2 - 1    | 2 - 0   |
| Hajduk Split        | 5 - 6 (n.v.) | AS Saint-Étienne | 4 - 1    | 1 - 5   |
| Bayern München      | 5 - 3        | 1. FC Magdeburg  | 3 - 2    | 2 - 1   |
| Cork Celtic         | 1 - 7        | Ararat Jerevan   | 1 - 2    | 0 - 5   |
| Újpest Dósza        | 1 - 5        | Leeds United FC  | 1 - 2    | 0 - 3   |
| RSC Anderlecht      | 5 - 4        | Olympiakos CFP   | 5 - 1    | 0 - 3   |
| Feyenoord Rotterdam | 0 - 3        | FC Barcelona     | 0 - 0    | 0 - 3   |
| HJK Helsinki        | 0 - 4        | Åtvidabergs FF   | 0 - 3    | 0 - 1   |

## Kwartfinale
| Team #1         | Tot.  | Team #2          | 1ste wed | 2de wed |
| --------------- | ----- | ---------------- | -------- | ------- |
| Ruch Chorzów    | 3 - 4 | AS Saint-Étienne | 3 - 2    | 0 - 2   |
| Bayern München  | 2 - 1 | Ararat Jerevan   | 2 - 0    | 0 - 1   |
| Leeds United FC | 4 - 0 | RSC Anderlecht   | 3 - 0    | 1 - 0   |
| FC Barcelona    | 5 - 0 | Åtvidabergs FF   | 2 - 0    | 3 - 0   |

## Halve finale
| Team #1          | Tot.  | Team #2        | 1ste wed | 2de wed |
| ---------------- | ----- | -------------- | -------- | ------- |
| AS Saint-Étienne | 0 - 2 | Bayern München | 0 - 0    | 0 - 2   |
| Leeds United FC  | 3 - 2 | FC Barcelona   | 2 - 1    | 1 - 1   |

## Finale
| Team #1        | Tot.  | Team #2      |
| -------------- | ----- | ------------ |
| Bayern München | 2 - 0 | Leeds United |

Parc des Princes, Parijs
28 mei 1975

Opkomst: 48 374  toeschouwers

Scheidsrechter: Michel Kltabdjian (Frankrijk)

Scorers: 71' Franz Roth 1-0, 81' Gerd Müller 2-0
Bayern München (trainer  Dettmar Cramer):

Sepp Maier; Franz Beckenbauer (c), Hans-Georg Schwarzenbeck, Bernd Dürnberger, Björn Andersson (sub Sepp Weiss); Rainer Zobel, Franz Roth, Hans-Josef Kapellmann; Uli Hoeneß (sub Klaus Wunder), Gerd Müller, Conny Torstensson

Leeds United (trainer Jimmy Armfield):

Stewart; Paul Reaney, Frank Gray, Paul Madeley, Norman Hunter; Billy Bremner (c), Johnny Giles, Terry Yorath (sub Eddie Gray); Peter Lorimer, Allan Clarke, Joe Jordan

## Kampioen
| Europacup I – Seizoen 1974/75 |
| ----------------------------- |
| Bayern München 2de titel      |